# Nepos, Bistrița-Năsăud
Nepos, colocvial Vărarea, (maghiară Várorja, germană Werare) este un sat în comuna Feldru din județul Bistrița-Năsăud, Transilvania, România. În prezent numără aproximativ 4.000 de locuitori.
Localitatea este situată pe malul stâng al râului Someșul Mare, la o distanță de cca. 5 km de comuna-reședință, Feldru.

## Istoric
Satul s-a numit mia demult Vărarea (până la vizita în zonă a împăratului austriac Iosif al II-lea).  Cu ocazia vizitei în vechea Țară a Năsăudului, uimit fiind de primirea făcută de către localnici, împăratul a exclamat în fața mulțimii adunate cu această ocazie: "Salve sis tu parve Romuli nepos!" ("Vă salut, mici nepoți ai lui Romei !"). în amintirea acestui dicton, autoritățile de atunci au schimbat numele unor localități din zonă, precum Salva, Romuli, Parva și Nepos. 
"Cu ocaziunea uneia din călătoriile sale în Ardeal, împăratul Iosif al II-lea (1773, 1783 și 1786) încredințându-se că Românii sunt latini a exclamat: Salve parve Romuli nepos— adică <<Vă salut sărmani nepoți ai Romei>> exclamațiune pe care marele filoromân maiorul Cosimelli a eternizat-o, numind satul Lunca Vinului: Parva;satul Vărarea: Nepos; Strâmba: Romuli; iar satul Salva, de lângă Năsăud, cu acest nume existând încă din vechime".

## Personalități
Ofițerul Antonio Cosimelli, născut la Roma, pe la 1762 era căpitan în Regimentul al II-lea român de graniță de la Năsăud. A rămas în amintirea grănicerilor ca un mare binefăcător al populației române din regiune. În 1785 a ieșit la pensie cu grad de vice-colonel. A fost însărcinat  cu cercetarea și delimitarea teritoriilor satelor grănicerești față de acelea care aparțineau autonomiei săsești din vidicul Bistriței. A scris la 1768 un volum de poezii "Poemation de secunda legione valachica", în limba latină, în care printre altele face fine observații  asupra temperamentului și obiceiurile românilor năsăudeni.

## Note

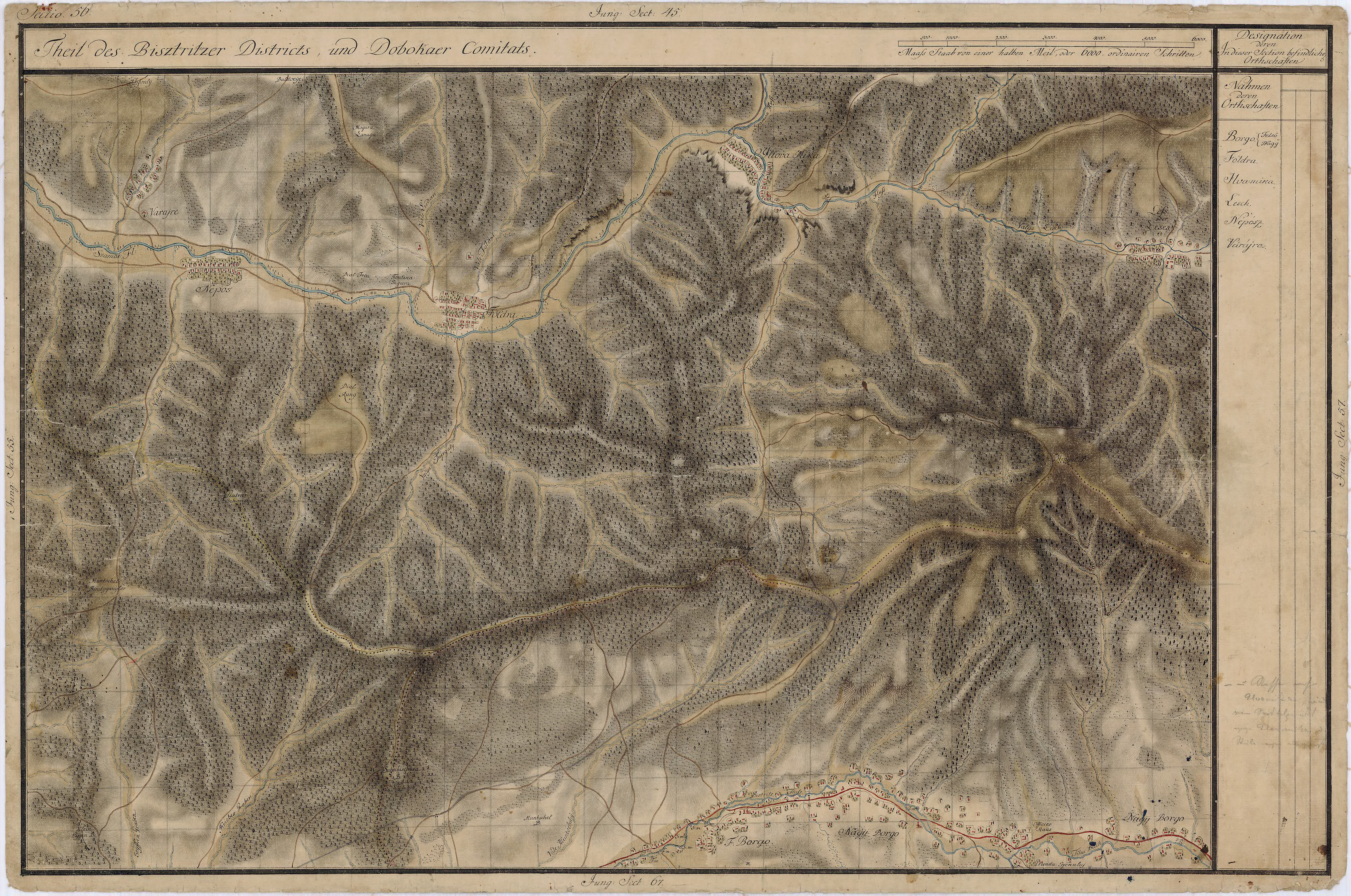
Nepos în Harta Iosefină a Transilvaniei, 1769-73

## Imagini

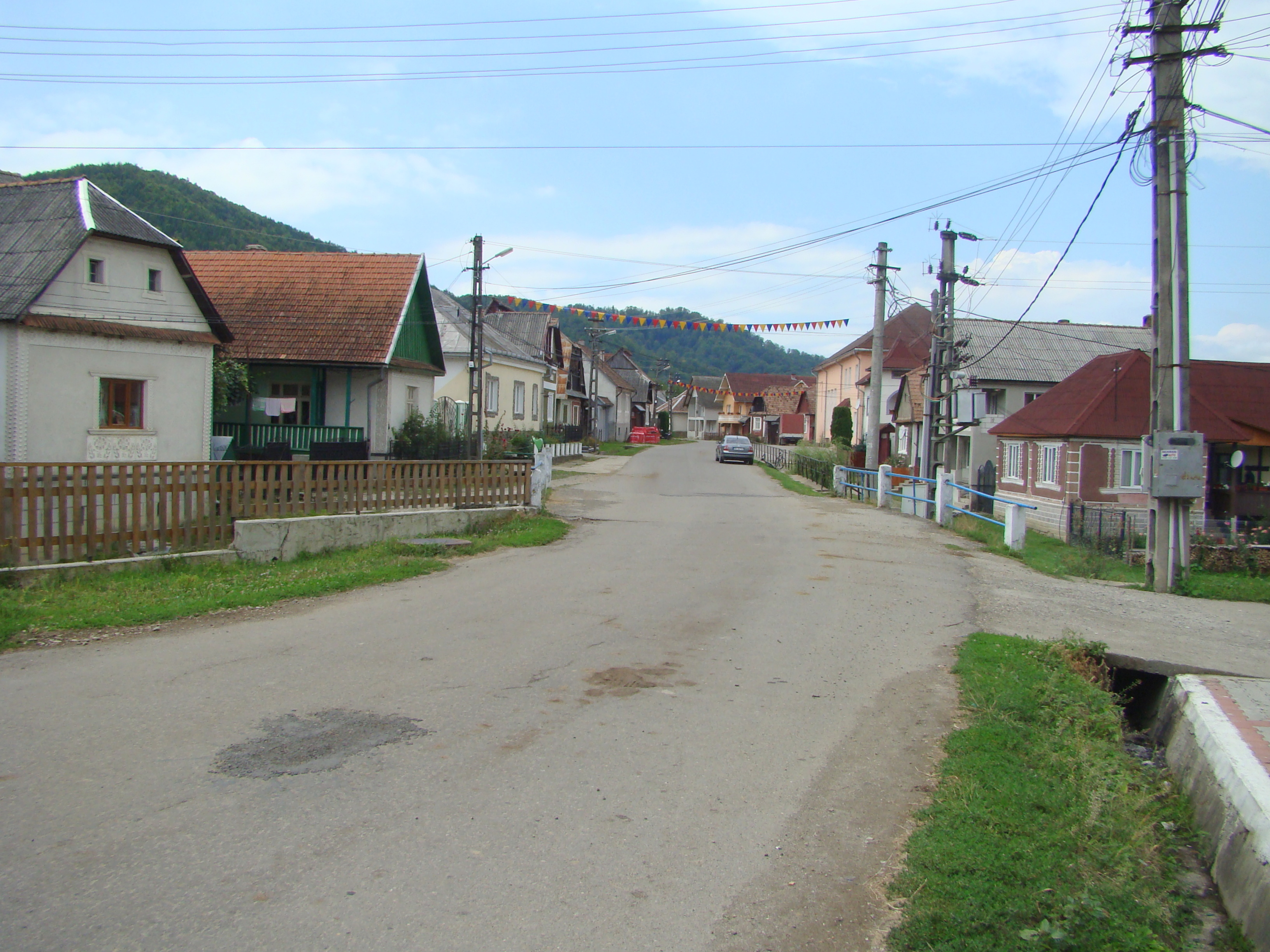
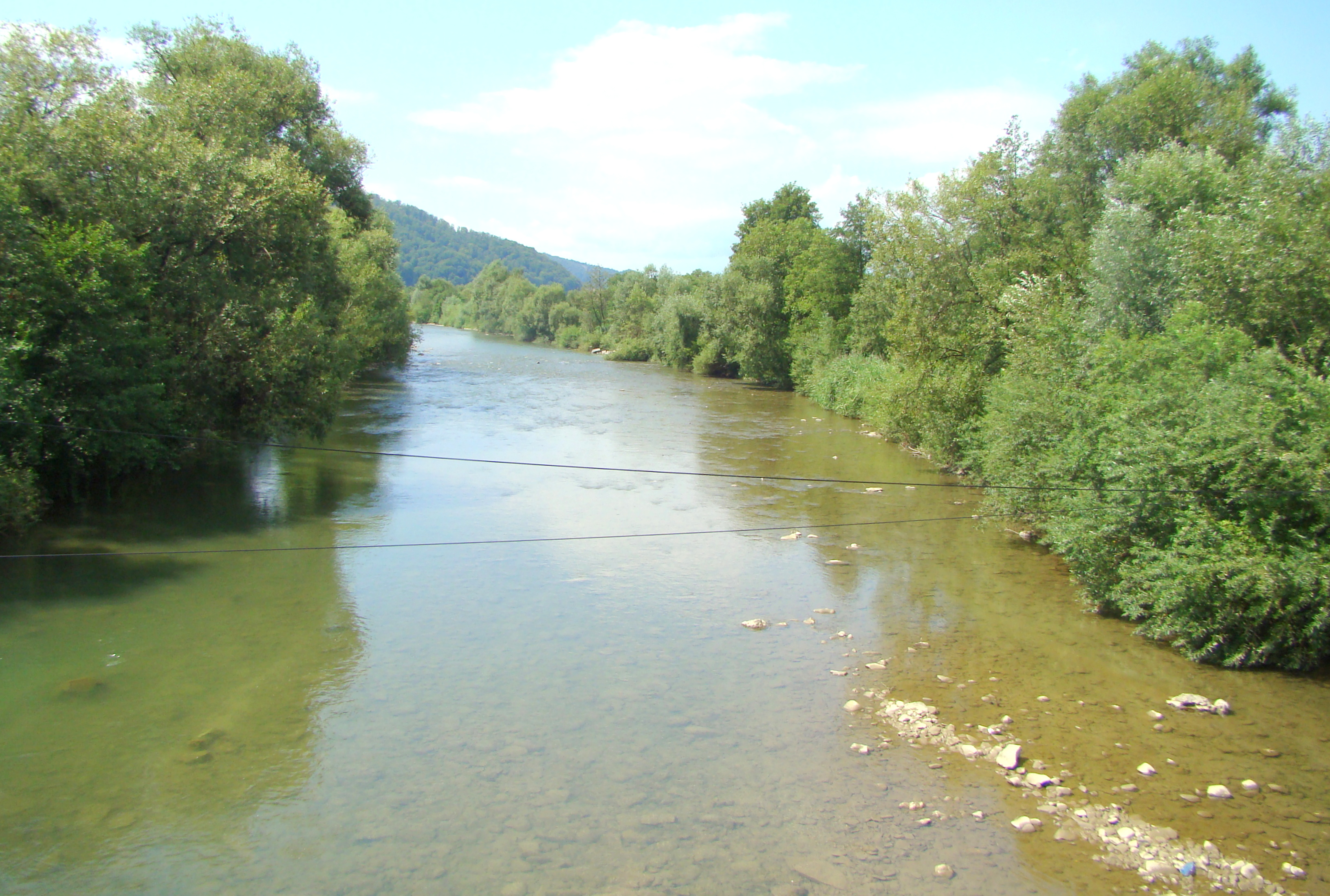
Someșul Mare la Nepos
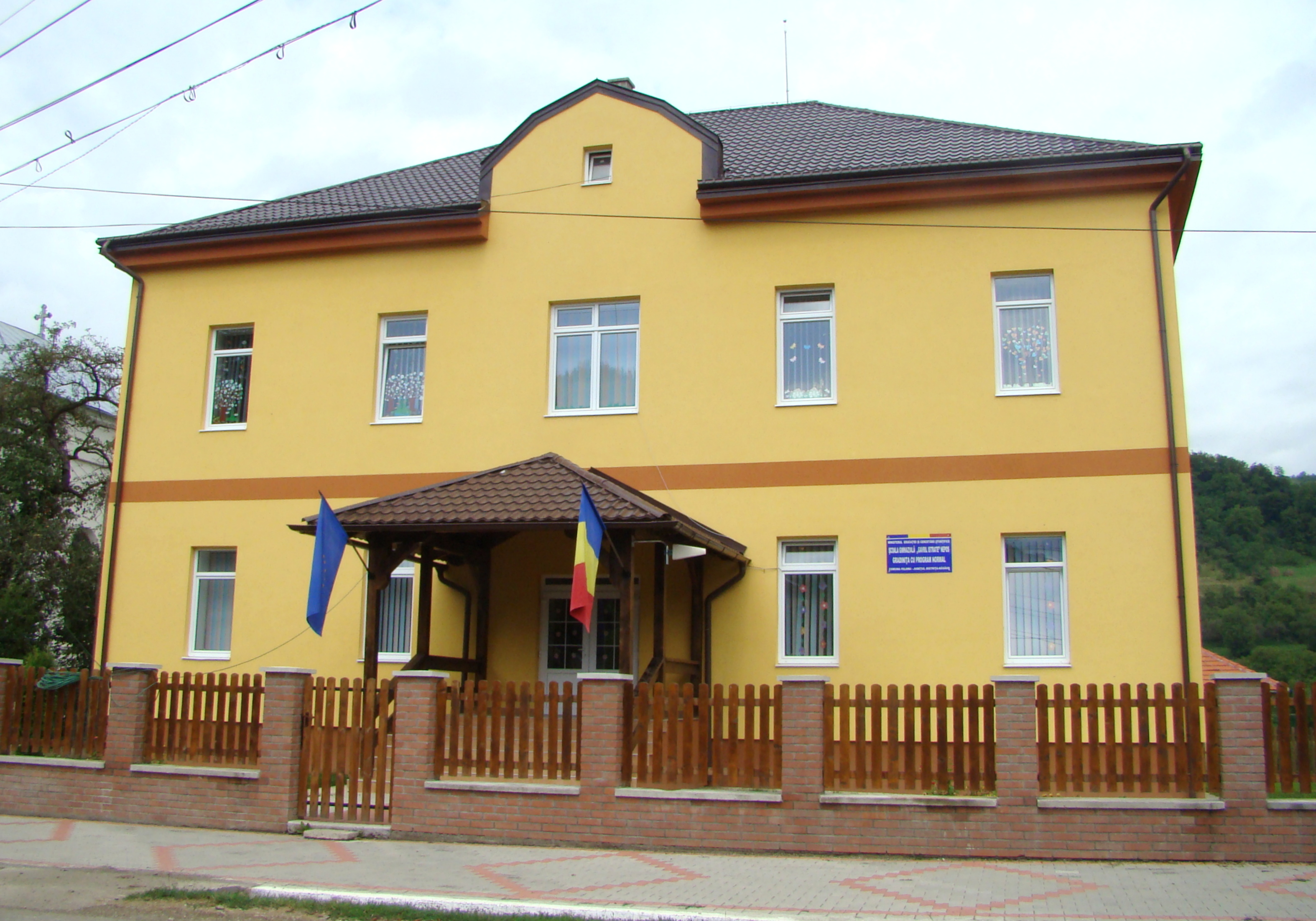
Școala
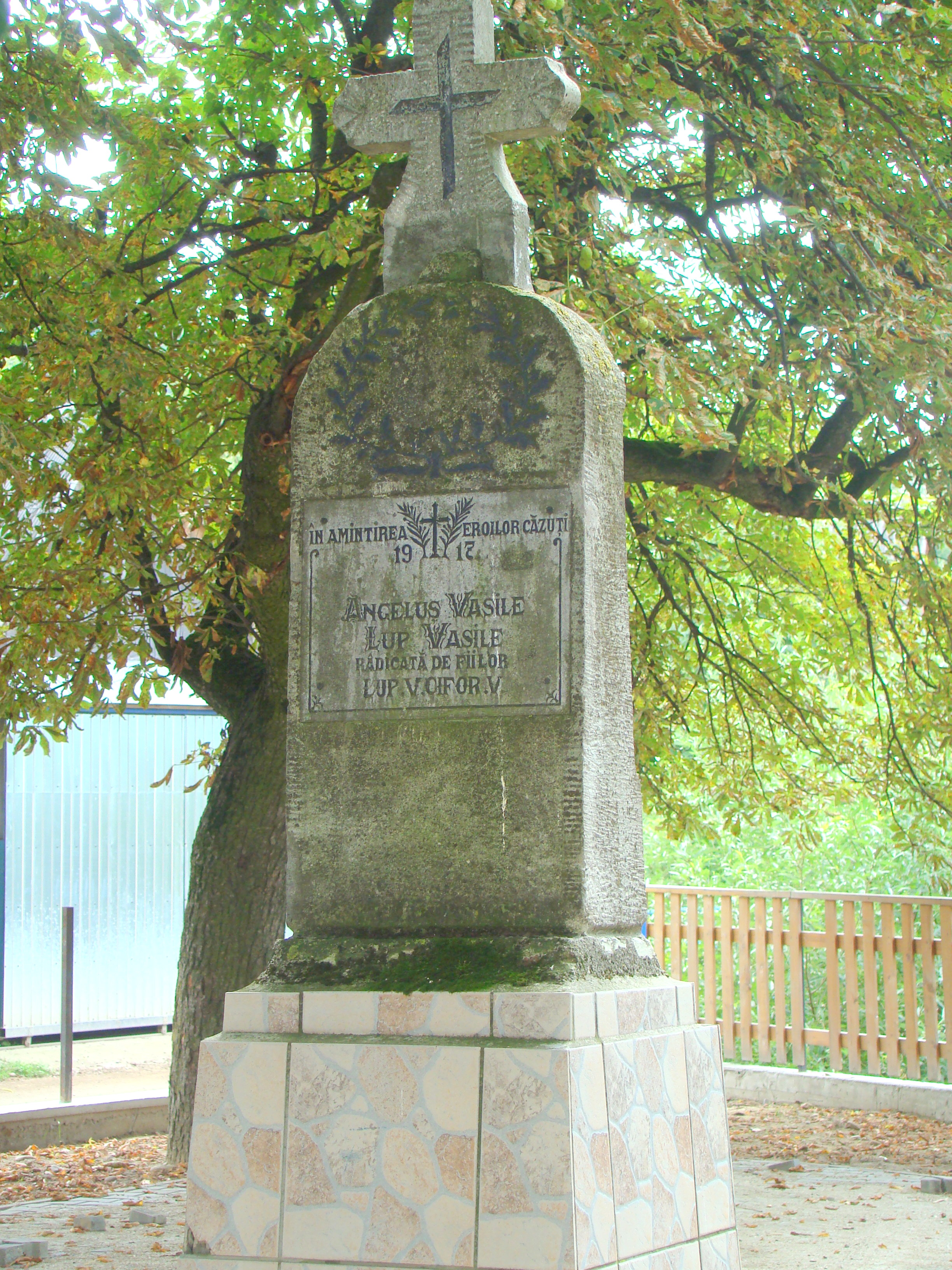
Monumentul eroilor din Primul Război Mondial
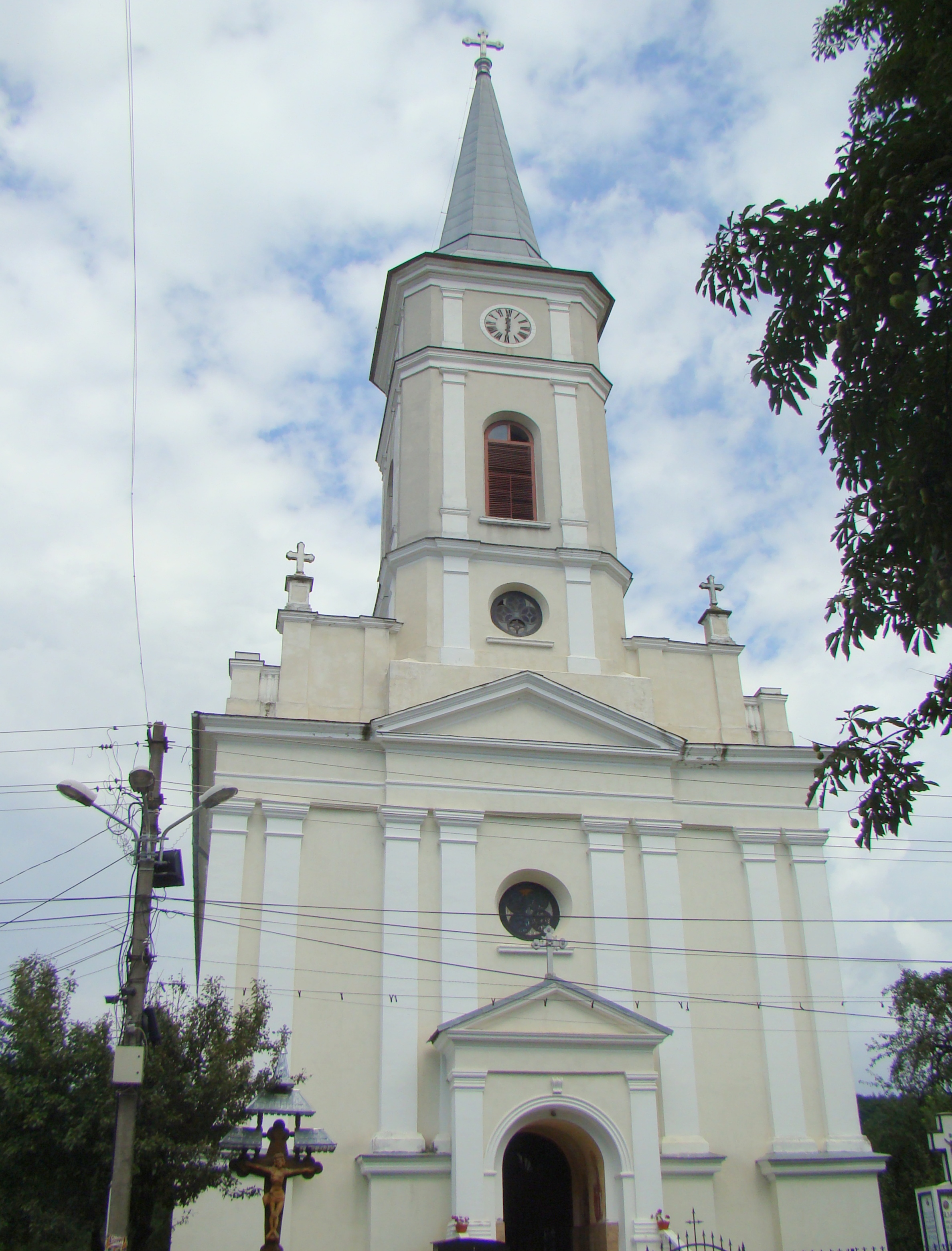
Biserica (veche greco-catolică) cu hramul „Buna Vestire” (1897)
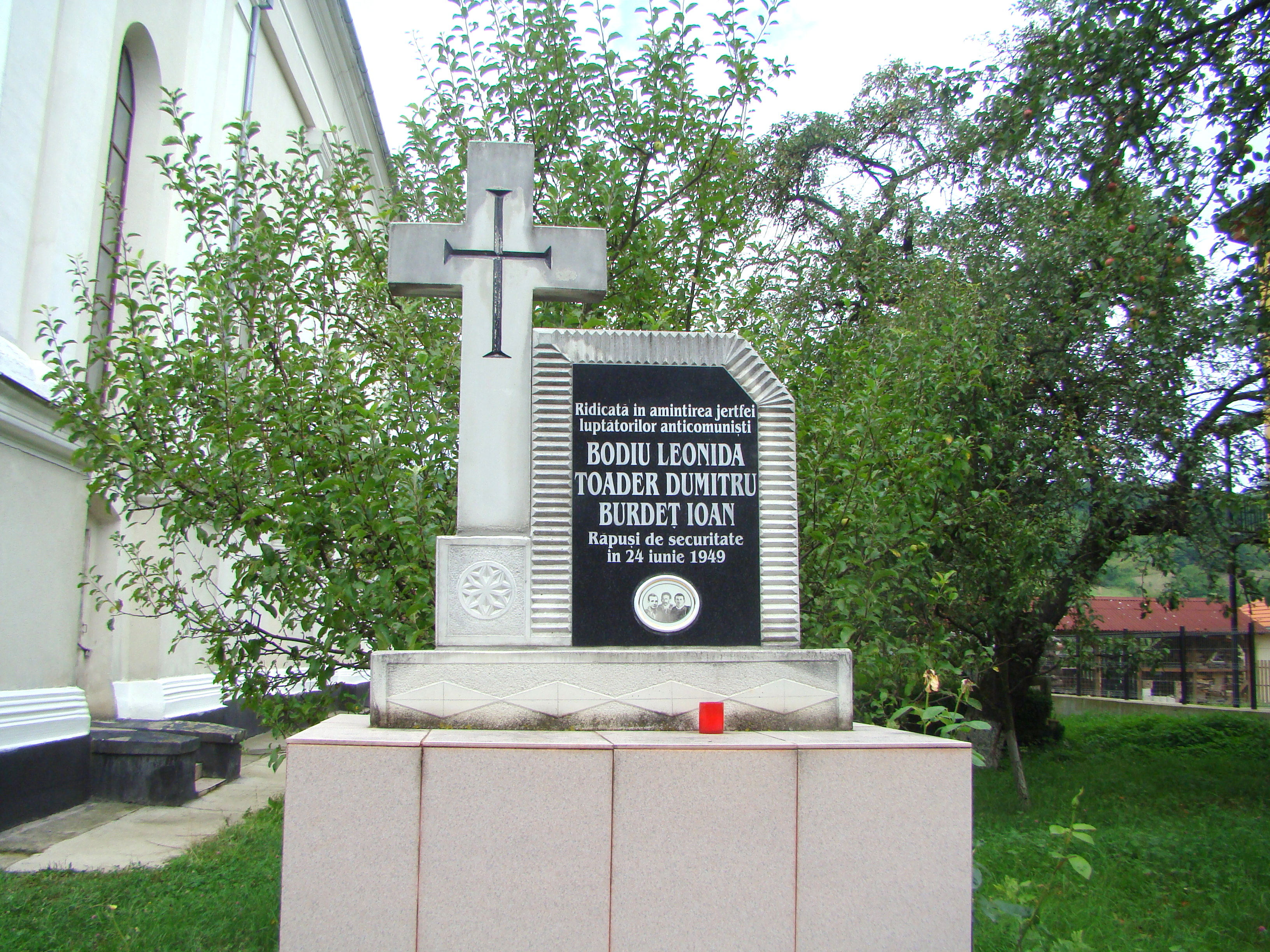
Monumentul ridicat în amintirea luptătorilor anticomuniști uciși de trupele de securitate